# Acalypha delgadoana
Acalypha delgadoana är en törelväxtart som beskrevs av Mcvaugh. Acalypha delgadoana ingår i släktet akalyfor, och familjen törelväxter. Inga underarter finns listade i Catalogue of Life.